# Gaston Nuyts
Gaston Nuyts (Deurne, 26 maart 1922 - 27 februari 2016) was een Belgisch componist, muziekpedagoog, dirigent, gitarist, contrabassist en slagwerker.

## Levensloop
Nuyts studeerde vanaf 1939 muziektheorie, contrapunt en fuga bij Karel De Schrijver en orkestratie bij Marinus de Jong. Verder studeerde hij analyse, instrumentatie en compositie bij Philipp Jarnach aan de Hochschule für Musik te Keulen tot 1946. Vanaf 1953 was hij als arrangeur, componist en dirigent verbonden aan het Nationaal Instituut voor de Radio-omroep en de Vlaamse Radio- en Televisieomroeporganisatie en bleef in deze functie tot 1983. Hij was medeverantwoordelijk voor honderden opnamen voor grammofoonplaten in allerlei alle genres.
Als dirigent was hij zowel bezig in theaters (Koninklijke Nederlandse Schouwburg (Antwerpen), Koninklijke Vlaamse Schouwburg, Alhambra in Brussel, Koninklijk Theater Carré in Amsterdam) alsook in talrijke concerten en met televisieorkesten in België en Nederland. Als gastdirigent werkte hij ook in Duitsland en Italië, maar hij werkte ook met orkesten van de Nederlandse Omroep Stichting en de British Broadcasting Corporation. In 1965 begeleidde Gaston Nuyts zangeres Lize Marke als dirigent bij haar deelname aan het Eurovisiesongfestival.
Als docent toontechniek was hij werkzaam aan het Koninklijk Conservatorium te Brussel (1971-1987). Sinds 1959 was hij lid van de SABAM en werd vanaf 1969 bestuurslid en in 1990 voorzitter. Lange jaren was hij werkzaam voor de "Belgische vereniging van uitvoerende kunstenaars" Uradex. Hij is een veelgevraagd jurylid bij de concoursen en wedstrijden van de nationale en internationale muziekfederaties en organisaties zoals bijvoorbeeld het Internationale Muziekfestival voor de Jeugd te Neerpelt.
Hij had vooral ook successen als componist. In 1966 werd hij bekroond met de "Franz Andelhofprijs" van de SABAM voor zijn volkslied-arrangementen en in 1976 met de compositieprijs van de provincie Antwerpen voor zijn werk Bi-Triptychon, voor dwarsfluit, viool, fagot en klavecimbel. In 2005 kreeg hij de Europese koraalcompositieprijs De gouden stemvork (Die goldene Stimmgabel) van de AGEC (Arbeitsgemeinschaft Europäischer Chorverbände) voor zijn werk Canticum Canticorum Salomonis (2003).

## Composities

### Werken voor harmonie- of fanfareorkest
- Play-in, voor harmonieorkest
- Saxioma, concerto grosso voor saxofoonsextet en saxofoonorkest
  1. Axioma
  2. Melopee
  3. Azymuth

### Vocale muziek

#### Werken voor koor
- 2003 Canticum canticorum Salomonis, voor gemengd koor
- 2006 Vlaamse Rhapsodie, voor vrouwenkoor
- Al onder de weg van Maldegem, voor tweestemmig koor
- Alla dansa, voor driestemmig koor
- Bar-O-Kjang, voor gemengd koor
- Babel-babbel, voor gemengd koor
- Blijdschap, voor gemengd koor
- De boer had maar ene schoen, voor gemengd koor
- De Wind En De Cijfertjes, voor kinderkoor
- Den uil die op den pereboom zat, voor driestemmig koor
- Dwaas deuntje, voor drie gelijke stemmen
- Heel gewoon, voor tweestemmig koor
- Ik hoorde dees dagen, voor gemengd koor
- Kleine hand in mijne hand, voor driestemmig koor
- Kleur je lied, voor driestemmig koor
- Koning Tijd en De Seizoenen, voor kinderkoor
- Messere messerino, voor driestemmig koor
- Muoia chi non vuol cantare, voor gemengd koor
- O perlaro, voor gemengd koor
- Onomatopee, voor vrouwenkoor
- Orientis partibus, voor vrouwenkoor
- Pilipili, voor driestemmig koor
- Toen Hanselijn over de heide reed, voor drie gelijke stemmen
- Wat zullen onze patriotjes, voor tweestemmig koor
- Ziel van de zee, voor tweestemmig koor

#### Liederen
- Vlaanderen, voor middenstem en piano - tekst: Louis Verbeeck

### Kamermuziek
- 1976 Bi-Triptychon, voor dwarsfluit, viool, fagot en klavecimbel
- 1976 Miniaturen, voor blaaskwintet
- 1980 Bar-o-kjana, voor saxofoonkwartet
- 1981 Pop ’n polka, voor contrabas
- 1982 Hyper-Cussion, voor slagwerk en elektrische bas
- 1982 Grill 82, voor slagwerk en tromboneoctet
- 1992 Escapades, voor klarinetkwartet
- 1996 Movement for 5 brass, voor koperkwintet (twee trompetten, hoorn, trombone en tuba)
  1. Move
  2. Moments
  3. Fo(u)r
  4. Five
  5. Brass
- 2000 Strijkkwartet 4x4
- 2002 Intermezzo elegiaco, voor strijkkwartet
- Twice The Fun, zeven duetten voor twee dwarsfluiten
- Vlaamse fantasie op oude volkswijsjes, voor koperkwintet (twee trompetten, hoorn, trombone en tuba)

### Werken voor piano
- Yang’s Theme

### Filmmuziek
- 1965 Robert en Bertrand
- 1989 Ik speel het zelf wel klaar